# Дом текстилей
Дом текстилей — памятник архитектуры. Расположен в Санкт-Петербурге, современный адрес дома — Московский проспект, 79.
Современный дом построен в 1938 году по проекту Л. А. Ильина и А. М. Арнольда. В нём было изначально 426 квартир; в 1951 году с сохранением проектного замысла было достроено южное крыло. У центрального корпуса восемь этажей, у боковых — по шесть. Отдельные части и детали дома выделены цветом. Перед домом расположен сквер. Кроме этажности, центральная часть выделена эркером и аттиком. Здание примечательно своим выразительным лепным декором — лепными композициями с серпом и молотом, филёнками со стилизованными снопами колосьев, обелисками и сферами на постаментах, круглыми цветочными розетками, терразитовой штукатуркой.
Название дома было дано по тому, для кого он предназначался — для рабочих текстильной фабрики им. П. Анисимова на Обводном канале. Южный участок «Горячего поля» отдали под строительство в 1930-е, в 1933 году фабрика создала Строительное управление, поставив во главе А. М. Арнольда. Тот обратился к Л. А. Ильину за консультацией, которую тот согласился оказать на условиях соавторства. Из-за разного видения Арнольд отказывался от сотрудничества, привлёк других напарников, но проект не был одобрен, и он вернулся к работе с Ильиным. Эскизный проект был принят середине октября 1934 года, но к середине 1935 года строительное управление фабрики закончило документацию лишь для одного центрального корпуса. Заказчик, трест «Ленинградтекстиль», отказался от работ хозспособом, привлёк ряд других фабрик, в частности, «Скороход», в долевое участие, и уволил Арнольда, передав работу «Ленлегпромстрою», который, в свою очередь, был отстранён после того, как под давлением Наркомата легкой промышленности внёс ряд серьёзных изменений в проект без согласования с авторами. Затем заказ получил «Ленгоспроектстрой», под руководством и наблюдением Ильина работавший над проектом до начала Великой Отечественной войны; иногда Ильина подменял Н. А. Троцкий, что отразилось на виде фасада корпуса по улице Красуцкого. Целиком построили три корпуса, выходящие на Московский проспект, у корпуса на Красуцкого построили лишь две из четырёх секций, внутренние корпуса и здания детских учреждений не были построены, дворовые территории не обустроили.